# Пойбыр
Пойбыр (устар. Пейбыр) — река в России, протекает по Республике Коми. Устье реки находится в 41 км по левому берегу реки Пожег. Длина реки составляет 28 км. В 7 км от устья по правому берегу впадает река Лунвож.

## Данные водного реестра
По данным государственного водного реестра России относится к Двинско-Печорскому бассейновому округу, водохозяйственный участок реки — Вычегда от города Сыктывкар и до устья, речной подбассейн реки — Вычегда. Речной бассейн реки — Северная Двина.
Код объекта в государственном водном реестре — 03020200212103000020459.